# Vitsvit
Vitsvit är en diktsamling av Athena Farrokhzad som utkom 2013. Den blev nominerad till Augustpriset 2013, Borås Tidnings debutantpris, samt Katapultpriset.